# Trimerotropis ochraceipennis
Trimerotropis ochraceipennis är en insektsart som först beskrevs av Blanchard 1851.  Trimerotropis ochraceipennis ingår i släktet Trimerotropis och familjen gräshoppor.

## Underarter
Arten delas in i följande underarter:
- T. o. ochraceipennis
- T. o. reedi